# Snowboarding na Zimowych Igrzyskach Olimpijskich 2022 – snowboard cross kobiet
Snowboard cross kobiet – jedna z konkurencji rozgrywanych w ramach snowboardingu na Zimowych Igrzyskach Olimpijskich w Pekinie. Zawodniczki rywalizowały w dniu 9 lutego w Genting Snow Park w Zhangjiakou.

## Terminarz
| Data     | Konkurencja           | Godzina rozpoczęcia | Godzina rozpoczęcia |
| Data     | Konkurencja           | UTC+08:00           | CET                 |
| -------- | --------------------- | ------------------- | ------------------- |
| 9 lutego | Wyścig rozstawieniowy | 11:00               | 04:00               |
| 9 lutego | 1/8 finału            | 14:30               | 07:30               |
| 9 lutego | Ćwierćfinały          | 15:07               | 08:07               |
| 9 lutego | Półfinały             | 15:28               | 08:28               |
| 9 lutego | Finały                | 15:45               | 08:45               |

## Wyniki

### Zjazd rozstawieniowy
| Pozycja | Nr | Zawodniczka                     | Reprezentacja               | Zjazd 1 | Zjazd 2 | Najlepszy |
| ------- | -- | ------------------------------- | --------------------------- | ------- | ------- | --------- |
| 1.      | 4  | Michela Moioli                  | Włochy                      | 1:22,19 | –       | 1:22,19   |
| 2.      | 3  | Charlotte Bankes                | Wielka Brytania             | 1:22,72 | –       | 1:22,72   |
| 3.      | 14 | Meryeta O'Dine                  | Kanada                      | 1:23,01 | –       | 1:23,01   |
| 4.      | 1  | Stacy Gaskill                   | Stany Zjednoczone           | 1:23,14 | –       | 1:23,14   |
| 5.      | 6  | Lindsey Jacobellis              | Stany Zjednoczone           | 1:23,44 | –       | 1:23,44   |
| 6.      | 10 | Julia Pereira de Sousa-Mabileau | Francja                     | 1:23,89 | –       | 1:23,89   |
| 7.      | 5  | Faye Gulini                     | Stany Zjednoczone           | 1:23,98 | –       | 1:23,98   |
| 8.      | 7  | Chloé Trespeuch                 | Francja                     | 1:24,27 | –       | 1:24,27   |
| 9.      | 8  | Pia Zerkhold                    | Austria                     | 1:24,53 | –       | 1:24,53   |
| 10.     | 16 | Kristina Paul                   | Rosyjski Komitet Olimpijski | 1:24,76 | –       | 1:24,76   |
| 11.     | 25 | Caterina Carpano                | Włochy                      | 1:24,87 | –       | 1:24,87   |
| 12.     | 15 | Manon Petit-Lenoir              | Francja                     | 1:24,96 | –       | 1:24,96   |
| 13.     | 12 | Audrey McManiman                | Kanada                      | 1:24,98 | –       | 1:24,98   |
| 14.     | 20 | Josie Baff                      | Australia                   | 1:25,11 | –       | 1:25,11   |
| 15.     | 22 | Sophie Hediger                  | Szwajcaria                  | 1:25,14 | –       | 1:25,14   |
| 16.     | 23 | Meghan Tierney                  | Stany Zjednoczone           | 1:25,16 | –       | 1:25,16   |
| 17.     | 17 | Lara Casanova                   | Szwajcaria                  | 1:26,89 | 1:24,12 | 1:24,12   |
| 18.     | 2  | Belle Brockhoff                 | Australia                   | 1:25,72 | 1:24,72 | 1:24,72   |
| 19.     | 29 | Aleksandra Parszina             | Rosyjski Komitet Olimpijski | 1:27,16 | 1:24,76 | 1:24,76   |
| 20.     | 26 | Jana Fischer                    | Niemcy                      | 1:25,76 | 1:24,88 | 1:24,88   |
| 21.     | 19 | Alexia Queyrel                  | Francja                     | 1:25,25 | 1:25,17 | 1:25,17   |
| 22.     | 21 | Francesca Gallina               | Włochy                      | 1:25,27 | 1:25,51 | 1:25,27   |
| 23.     | 27 | Vendula Hopjáková               | Czechy                      | 1:26,26 | 1:25,49 | 1:25,49   |
| 24.     | 13 | Zoe Bergermann                  | Kanada                      | 1:28,68 | 1:25,84 | 1:25,84   |
| 25.     | 24 | Marija Wasilcowa                | Rosyjski Komitet Olimpijski | 1:26,39 | 1:25,90 | 1:25,90   |
| 26.     | 9  | Tess Critchlow                  | Kanada                      | 1:26,51 | 1:26,13 | 1:26,13   |
| 27.     | 28 | Jekatierina Łoktiewa-Zagorska   | Rosyjski Komitet Olimpijski | 1:26,22 | 1:26,41 | 1:26,22   |
| 28.     | 18 | Sina Siegenthaler               | Szwajcaria                  | 1:26,62 | 1:27,44 | 1:26,62   |
| 29.     | 11 | Sofia Belingheri                | Włochy                      | 1:27,81 | 1:33,48 | 1:27,81   |
| 30.     | 32 | Feng He                         | Chińska Republika Ludowa    | 1:34,31 | 1:31,25 | 1:31,25   |
| 31.     | 30 | Maeva Estévez                   | Andora                      | DNF     | DNS     | DNF       |
| 32.     | 31 | Yuka Nakamura                   | Japonia                     | DNS     | DNS     | DNS       |

### Runda eliminacyjna

#### 1/8 finału
| Pozycja | Nr | Zawodniczka    | Reprezentacja     | Uwagi |
| ------- | -- | -------------- | ----------------- | ----- |
| 1.      | 1  | Michela Moioli | Włochy            | Q     |
| 2.      | 16 | Meghan Tierney | Stany Zjednoczone | Q     |
| 3.      | 17 | Lara Casanova  | Szwajcaria        |       |
|         | 32 | Yuka Nakamura  | Japonia           | DNS   |

| Pozycja | Nr | Zawodniczka       | Reprezentacja               | Uwagi |
| ------- | -- | ----------------- | --------------------------- | ----- |
| 1.      | 8  | Chloé Trespeuch   | Francja                     | Q     |
| 2.      | 24 | Zoe Bergermann    | Kanada                      | Q     |
| 3.      | 9  | Pia Zerkhold      | Austria                     |       |
| 4.      | 25 | Marija Wasiltsowa | Rosyjski Komitet Olimpijski |       |

| Pozycja | Nr | Zawodniczka        | Reprezentacja     | Uwagi |
| ------- | -- | ------------------ | ----------------- | ----- |
| 1.      | 5  | Lindsey Jacobellis | Stany Zjednoczone | Q     |
| 2.      | 28 | Sina Siegenthaler  | Szwajcaria        | Q     |
| 3.      | 12 | Manon Petit-Lenoir | Francja           |       |
| 4.      | 21 | Alexia Queyrel     | Francja           |       |

| Pozycja | Nr | Zawodniczka      | Reprezentacja     | Uwagi |
| ------- | -- | ---------------- | ----------------- | ----- |
| 1.      | 4  | Stacy Gaskill    | Stany Zjednoczone | Q     |
| 2.      | 13 | Audrey McManiman | Kanada            | Q     |
| 3.      | 20 | Jana Fischer     | Niemcy            |       |
| 4.      | 29 | Sofia Belingheri | Włochy            |       |

| Pozycja | Nr | Zawodniczka         | Reprezentacja               | Uwagi |
| ------- | -- | ------------------- | --------------------------- | ----- |
| 1.      | 3  | Meryeta O'Dine      | Kanada                      | Q     |
| 2.      | 19 | Aleksandra Parszina | Rosyjski Komitet Olimpijski | Q     |
| 3.      | 14 | Josie Baff          | Australia                   |       |
| 4.      | 30 | Feng He             | Chińska Republika Ludowa    |       |

| Pozycja | Nr | Zawodniczka                     | Reprezentacja               | Uwagi |
| ------- | -- | ------------------------------- | --------------------------- | ----- |
| 1.      | 6  | Julia Pereira de Sousa-Mabileau | Francja                     | Q     |
| 2.      | 11 | Caterina Carpano                | Włochy                      | Q     |
| 3.      | 22 | Francesca Gallina               | Włochy                      |       |
| 4.      | 27 | Jekaterina Loktewa-Zagorskaja   | Rosyjski Komitet Olimpijski |       |

| Pozycja | Nr | Zawodniczka       | Reprezentacja               | Uwagi |
| ------- | -- | ----------------- | --------------------------- | ----- |
| 1.      | 7  | Faye Gulini       | Stany Zjednoczone           | Q     |
| 2.      | 26 | Tess Critchlow    | Kanada                      | Q     |
| 3.      | 10 | Kristina Paul     | Rosyjski Komitet Olimpijski |       |
|         | 23 | Vendula Hopjáková | Czechy                      | DNF   |

| Pozycja | Nr | Zawodniczka      | Reprezentacja   | Uwagi |
| ------- | -- | ---------------- | --------------- | ----- |
| 1.      | 2  | Charlotte Bankes | Wielka Brytania | Q     |
| 2.      | 18 | Belle Brockhoff  | Australia       | Q     |
| 3.      | 15 | Sophie Hediger   | Szwajcaria      |       |
|         | 31 | Maeva Estévez    | Andora          | DNS   |

#### Ćwierćfinały
| Pozycja | Nr | Zawodniczka     | Reprezentacja     | Uwagi |
| ------- | -- | --------------- | ----------------- | ----- |
| 1.      | 1  | Michela Moioli  | Włochy            | Q     |
| 2.      | 8  | Chloé Trespeuch | Francja           | Q     |
| 3.      | 16 | Meghan Tierney  | Stany Zjednoczone |       |
| 4.      | 24 | Zoe Bergermann  | Kanada            |       |

| Pozycja | Nr | Zawodniczka        | Reprezentacja     | Uwagi |
| ------- | -- | ------------------ | ----------------- | ----- |
| 1.      | 5  | Lindsey Jacobellis | Stany Zjednoczone | Q     |
| 2.      | 4  | Stacy Gaskill      | Stany Zjednoczone | Q     |
| 3.      | 13 | Audrey McManiman   | Kanada            |       |
| 4.      | 28 | Sina Siegenthaler  | Szwajcaria        |       |

| Pozycja | Nr | Zawodniczka                     | Reprezentacja               | Uwagi |
| ------- | -- | ------------------------------- | --------------------------- | ----- |
| 1.      | 3  | Meryeta O'Dine                  | Kanada                      | Q     |
| 2.      | 6  | Julia Pereira de Sousa-Mabileau | Francja                     | Q     |
| 3.      | 11 | Caterina Carpano                | Włochy                      |       |
| 4.      | 19 | Aleksandra Parszina             | Rosyjski Komitet Olimpijski |       |

| Pozycja | Nr | Zawodniczka      | Reprezentacja     | Uwagi |
| ------- | -- | ---------------- | ----------------- | ----- |
| 1.      | 26 | Tess Critchlow   | Kanada            | Q     |
| 2.      | 18 | Belle Brockhoff  | Australia         | Q     |
| 3.      | 2  | Charlotte Bankes | Wielka Brytania   |       |
| 4.      | 7  | Faye Gulini      | Stany Zjednoczone |       |

#### Półfinały
| Pozycja | Nr | Zawodniczka        | Reprezentacja     | Uwagi |
| ------- | -- | ------------------ | ----------------- | ----- |
| 1.      | 5  | Lindsey Jacobellis | Stany Zjednoczone | Q     |
| 2.      | 8  | Chloé Trespeuch    | Francja           | Q     |
| 3.      | 1  | Michela Moioli     | Włochy            |       |
| 4.      | 4  | Stacy Gaskill      | Stany Zjednoczone |       |

| Pozycja | Nr | Zawodniczka                     | Reprezentacja | Uwagi |
| ------- | -- | ------------------------------- | ------------- | ----- |
| 1.      | 3  | Meryeta O'Dine                  | Kanada        | Q     |
| 2.      | 18 | Belle Brockhoff                 | Australia     | Q     |
| 3.      | 26 | Tess Critchlow                  | Kanada        |       |
|         | 6  | Julia Pereira de Sousa-Mabileau | Francja       | DNF   |

#### Finały
Mały finał
| Pozycja | Nr | Zawodniczka                     | Reprezentacja     | Uwagi |
| ------- | -- | ------------------------------- | ----------------- | ----- |
| 5.      | 6  | Julia Pereira de Sousa-Mabileau | Francja           |       |
| 6.      | 26 | Tess Critchlow                  | Kanada            |       |
| 7.      | 4  | Stacy Gaskill                   | Stany Zjednoczone |       |
| 8.      | 1  | Michela Moioli                  | Włochy            | DNF   |

Wielki finał
| Pozycja | Nr | Zawodniczka        | Reprezentacja     | Uwagi |
| ------- | -- | ------------------ | ----------------- | ----- |
| 01 !    | 5  | Lindsey Jacobellis | Stany Zjednoczone |       |
| 02 !    | 8  | Chloé Trespeuch    | Francja           |       |
| 03 !    | 3  | Meryeta O'Dine     | Kanada            |       |
| 4.      | 18 | Belle Brockhoff    | Australia         |       |